# Beta-barrel
En beta-barrel er den almindelige betegnelse for en protein-struktur, på dansk en beta-tønde, der er et beta-sheet formet som en cylinder og som derved danner en lukket struktur, hvor den første beta-tråd er bundet til den sidste beta-tråd med hydrogenbindinger. Beta-tråde i beta-tønder er typisk arrangeret som antiparallelle peptidkæder.
Tøndestrukturer forekommer i bakterier, mitokondrier og grønkorn som membranproteiner (poriner, der tillader molekyler at passere membranen) og i bakterie og eukaryoter som calyciner, en strukturel superfamilie af proteiner, der binder og transporterer hydrofobe molekyler: lipocaliner (ligand-bindende proteiner klassificeret som transportproteiner), FABP (fedtsyre-bindende proteiner) og avidiner (binder biotin, vitamin B7. Tønde-strukturer som poriner udgør 2-3% af generne i Gram-negative bakterier. Det enestående sammenfald, at membranproteiner med beta-barrel-struktur kun er fundet i bakterier, mitokondrier og grønkorn, leverer et stærkt indicium på at mitokondrier og grønkorn er opstået ved symbiose mellem en bakterie og en celle.

## Den specielle struktur
Bakteriers ydre membran indeholder proteiner med beta-barrels med mellem 8 og 22 beta-tråde.
I mange tilfælde finder man at beta-trådene består af vekslende polære og hydrofobe aminosyrer:
- for lipocaliner er de hydrofobe aminosyrerester orienteret ind i det indre af tønden for at danne en hydrofob kerne til binding af en hydrofob ligand og de polære aminosyrerester er orienteret mod ydersiden af tønden på den eksponerede overflade.
- for poriner og andre membran proteiner er det lige omvendt: de hydrofobe aminosyrerester er orienteret mod membranen, hvor de er i kontakt med de omkringliggende lipider, og de hydrofile aminosyrerester er orienteret mod den indre pore.

Også planter har molekyler med beta-tønder. I hver monomer af det tetramere lektin GNL (Galanthis nivalis agglutinin, vintergæk-lektinet) er tre beta-ark hver bestående af fire antiparallelle tråde arrangeret som en 12-trådet beta-tønde med tre bindingssæder for kulhydrat (α-D-mannose).

## TOM
Et eksempel på et membranprotein med en beta-barrel er Tom40 som er en del af TOM-komplekset. TOM-komplekset er den primære port for proteiner i mitokondriernes ydre membran, og TOM-komplekset sørger for translokationen af proteiner fra cytoplasmaet til mitokondrierne. TOM står for "translocator in the outer membrane", engelsk for "translokator i den ydre membran". Over 90% af mitokondrie-proteinerene produceres i cytoplasmaet og det indre af Tom40 danner den kanal som er den primære port for disse proteiner til mitokondrierne og sørger for at proteinerne kommer ind i IMS. I mitochondriernes indre membran findes andre porte, der hver især sørger for translokationen af bestemte klasser af proteiner ind i mitokondriet
Tom40 er et transmembran-protein med 19 antiparallelle beta-tråde i membranen med den første og sidste beta-tråd som parallelle peptidkæder. 
TOM-komplekset består af flere transmembrane proteiner: Tre Tom40 omkring en kerne af tre Tom22 plus seks Tom5 og tre Tom6 udover ni ikke-transmembrane Tom20.